# Battlefield V
Battlefield V – strzelanka pierwszoosobowa, stworzona przez firmę EA DICE. Tytuł został wydany przez Electronic Arts 20 listopada 2018 na platformę Microsoft Windows, PlayStation 4 i Xbox One. Jest to szesnasta odsłona Battlefielda w historii serii. Akcja gry została osadzona w realiach II wojny światowej, a rozgrywkę w kampanii, podobnie jak w poprzedniej części, zaprezentowano z punktu widzenia kilku różnych bohaterów.
Odbiór gry w wersji przedpremierowej był mieszany, a zwiastun zapowiadający wywołał negatywną reakcję niektórych fanów serii na przedstawienie wielu elementów niezgodnie z historią. Po wydaniu Battlefield V otrzymał ogólnie pozytywne recenzje od krytyków, był chwalony za rozgrywkę i nowe tryby dla wielu graczy, ale skrytykowany za brak zawartości w momencie premiery i brak innowacji. Gra sprzedała się w 7,3 miliona egzemplarzy do końca 2018 roku, ale była komercyjnym rozczarowaniem dla Electronic Arts.
23 kwietnia 2020 roku ogłoszono, że wsparcie dla gry potrwa do lata 2020 roku, kiedy gra otrzyma ostatnią dużą aktualizację

## Rozgrywka
Battlefield V koncentruje się w dużej mierze na funkcjach i mechanikach związanych z drużyną, niedoborze zasobów i usuwaniu „abstrakcji” z mechaniki gry w celu zwiększenia realizmu. Skupiono się na dostosowywaniu grywalnej postaci poprzez nowy system kompanii, w którym gracze mogą ją ulepszać dzięki wielu kosmetycznym opcjom. Przedmioty kosmetyczne i waluta używana do kupowania innych są zdobywane poprzez wypełnianie celów w grze.
W grze dostępnych jest kilka nowych trybów dla wielu graczy, w tym „ciągła” kampania „Burza Ognia” i „Wielkie Operacje”. Tryb Wielkich Operacji to rozszerzenie trybu „Operacje” wprowadzonego w Battlefield 1, który koncentruje się na meczach rozgrywających się na wielu etapach, symulujących kampanię z czasów wojny. W Wielkich Operacjach każda runda będzie miała określone cele, a wyniki na każdym etapie będą miały wpływ na następny. Jeśli ostatni dzień zakończy się niewielkim marginesem zwycięstwa, mecz zakończy się „Ostateczną rozgrywką”, w której gracze będą walczyć do ostatniego człowieka stojącego na stale kurczącej się mapie. Podobnie jak w Battlefield 1, gra zawiera zbiór „historii wojennych” dla jednego gracza, opartych na aspektach II wojny światowej, z komentarzami głosowymi w języku ojczystym każdej opowieści wojennej. Gra zawiera również tryb kooperacji, którego nie widziano od czasów Battlefield 3, zwany „Siłą Połączoną”, w którym do czterech graczy może razem podejmować misje oraz oferuje dynamiczne misje i cele, więc nie można ich rozgrywać w ten sam sposób za każdym razem.
Tryb Battle Royale jest zbudowany wokół „podstawowych filarów zniszczenia, gry zespołowej i pojazdów”. Nazwa „Burza Ognia” odnosi się do dosłownej burzy ognia, która ogranicza graczy podobnych do popularnych mechanik gier battle royale polegających na ograniczaniu obszaru gry. Co więcej, ten konkretny tryb gry nie został opracowany przez samą EA DICE, ale został zlecony Criterion Games i zawiera największą mapę stworzoną w historii serii. Mecz zawiera do 64 graczy, którzy mogą być podzieleni na 16 drużyn z naciskiem na pracę zespołową.